# Zrobotyzowana automatyzacja procesów
Zrobotyzowana automatyzacja procesów (ang. robotic process automation, RPA) – technologia automatyzacji powtarzalnych procesów biznesowych, z wykorzystaniem programów komputerowych – robotów symulujących pracę człowieka. 
Zrobotyzowana automatyzacja procesów znajduje zastosowanie w gospodarce, wykonując zadania powierzane wcześniej konkretnym pracownikom. Roboty RPA są programowane do samodzielnego wykonywania działań, o różnym stopniu skomplikowania, które cechuje powtarzalność i ograniczona liczba wyjątków w regule algorytmu. RPA znajduje zastosowanie tam, gdzie integracja wielu systemów informatycznych jest droga i czasochłonna. Działanie robotów polega na imitacji ludzkich zachowań – posługują się systemami informatycznymi w dokładnie ten sam sposób – logują się do wskazanych programów, pobierają potrzebne dane oraz umieszczają je we wskazanych bazach danych. Roboty nie potrzebują jednak tradycyjnych stacji roboczych z fizycznym interfejsem – wszystkie ich działania mają miejsce w środowisku wirtualnym.

## Historia
Początki automatyzacji procesów biznesowych sięgają czasów powstania makr oraz prostych automatyzacji. Znaczącym krokiem ku rozwojowi RPA było zautomatyzowanie testów programistycznych, których przeprowadzanie było czasochłonne i wymagało dużych nakładów pracy. Pomysłem na rozwiązanie tej sytuacji było utworzenie prostych algorytmów, które były zdolne do samodzielnego przetestowania określonych aplikacji oraz wyłapania występujących w nich błędów.
Początek zrobotyzowanej automatyzacji procesów dały spostrzeżenia dotyczące pracy biurowej o monotonnym charakterze. Zaangażowani w nie pracownicy szybko tracili motywacje oraz skupienie, co prowadziło do rosnącej liczby popełnianych przez nich błędów. Zautomatyzowanie procesów związanych z prowadzeniem dokumentacji oraz księgowości umożliwiło eliminację pomyłek oraz zwiększenie wydajności przedsiębiorstw. Czas otrzymania ROI (zwrot z inwestycji) szacuje się na poziomie poniżej roku w zależności od procesu i jego skomplikowania. Powstała dziedzina zajmująca się badaniem wpływu robotyzacji na aspekty ekonomiczne prowadzenia przedsiębiorstw - Robonomika.

## Robotyzacja a tradycyjna automatyzacja
Robotyzacja to kolejny krok ewolucyjny w automatyzacji. Główną zaletą nowego rozwiązania jest możliwość swobodnej pracy robota między różnymi systemami. Robot jest uczony zadań, które wykonuje człowiek, staje się więc dzięki temu tak zwanym wirtualnym pracownikiem, który wykonuje dokładnie taki sam proces, przypisany wcześniej człowiekowi.

## Robotyzacja kognitywna
Kolejnym etapem rozwoju narzędzi do robotyzacji procesów biznesowych jest robotyzacja kognitywna. Wykorzystuje ona różne algorytmy i podejścia technologiczne wywodzące się z obszaru sztucznej inteligencji, takie jak przetwarzanie języka naturalnego, analiza tekstu i eksploracja danych, technologie semantyczne oraz uczenie maszynowe. Dzięki nim roboty programowe mogą autonomicznie oceniać i interpretować wiedzę. 
Elementami dodatkowymi, ale istotnymi z perspektywy wykorzystania robotyzacji kognitywnej jest dysponowanie odpowiednio dużymi zbiorami danych (niezbędnych z perspektywy uczenia maszynowego) oraz dostępem do mocy obliczeniowej. Dlatego robotyzacja kognitywna będzie występować zazwyczaj w połączeniu z narzędziami big data oraz przetwarzaniem w chmurze.

## Narzędzia do zrobotyzowanej automatyzacji procesów a narzędzia BPMS
Zarówno narzędzia do zrobotyzowanej automatyzacji procesów jak i narzędzia klasy BPMS (ang. Business Process Management Suite) mieszczą się w szerszej kategorii narzędzi informatycznych do automatyzacji procesów biznesowych (Business Process Automation). Jednak pomiędzy rozwiązaniami RPA a BPMS występuje szereg różnic. Do najważniejszych wskazać można fakt, że wdrożenie rozwiązań RPA nie wymaga żadnych modyfikacji w kodzie oprogramowania (działa na warstwie interfejsu użytkownika) oraz nie pociąga za sobą konieczności przebudowy/optymalizacji procesów (w przeciwieństwie do implementacji BPMS, która wiąże się najczęściej z reengineeringiem procesów).